# ルートヴィヒ・フォン・デア・タン＝ラートザムハウゼン
 ルートヴィヒ・ザムソン・ハインリッヒ・アルトゥール・フライヘア・フォン・ウント・ツー・デア・タン＝ラートザムハウゼン (Ludwig Samson Heinrich Arthur Freiherr von und zu der Tann-Rathsamhausen、1815年6月18日-1881年4月26日) はバイエルン王国の貴族、軍人。最終階級は歩兵大将。 

## 幼少期
ルートヴィヒ・フォン・デア・タンはワーテルローの戦いと同日にダルムシュタットで生まれた。フォン・デア・タン家はバイエルンの他、アルザス地方やライン地方に分家がある貴族の家系であり、母もアルザス貴族フォン・ラートザムハウゼン男爵家 (Freiherr von Rathsamhausen) の出であった。アルトゥールの名はバイエルン王ルートヴィヒ1世から賜ったもので、ワーテルローの戦いの日に生まれたことから、ナポレオンを打ち破ったウェリントン公爵アーサー・ウェルズリーにちなんで名付けられた。入念な教育を施して育てられ、1827年にはバイエルン王国の宮廷に出入りするようになるなど、将来を期待される少年であった。1833年には砲兵部隊に入隊し、数年後には参謀本部付となった。彼はヨーゼフ・ラデツキー率いるオーストリア帝国軍のイタリア戦役に帯同した他、チュニジアと戦うフランス軍遠征部隊に参加してアルジェに出向いた。 

## 第一次シュレースヴィヒ＝ホルシュタイン戦争
帰国後はバイエルン王太子マクシミリアン (後のマクシミリアン2世) と親交を結び、1848年には少佐に昇進した。同年に開戦した第一次シュレスヴィヒ＝ホルシュタイン戦争では、シュレースヴィヒ＝ホルシュタイン公国軽歩兵軍団の指揮官として際立った活躍を見せた。第1次出兵から帰還すると、プロイセン王から赤鷲勲章、バイエルン王からはマックス・ヨーゼフ軍事勲章を授与され、中佐に昇進した。1849年にはバイエルン王国軍の前線部隊の参謀長を務め、 デュッペル戦線で活躍した。その後、ハンガリー革命を鎮圧するユリウス・ヤーコプ・フォン・ハイナウの司令部を訪ねてからシュレースヴィヒ=ホルシュタインに戻り、イトシュテット戦役を率いるカール・ヴィルヘルム・フォン・ヴィリセンの参謀長を務めた。 

## 普墺戦争
その後、プロイセン ‐ オーストリア間に戦争の気配が漂い始めたことから、フォン・デア・タンはバイエルンに呼び戻された。これは結局1850年11月のオルミュッツ協定でプロイセンが小ドイツ主義に基づくドイツ統一を断念させられるという屈辱的な結果に終わった。1866年までは活躍の機会もなく、1851年に大佐、1855年に少将、1861年に中将と慣例通りに昇進した。この間、マクシミリアン2世の副官として近侍し続けた。1866年の普墺戦争でバイエルン王国はオーストリア帝国側につき、フォン・デア・タンは南ドイツ諸邦軍を指揮したカール・フォン・バイエルン王子の参謀長を務めた。精強なプロイセン軍の前に南ドイツ諸邦は不利な戦いを強いられたことから、参謀長であるフォン・デア・タンにもマスコミから激しい非難が浴びせられたが、そもそも南ドイツ諸邦は戦備が整っておらず、寄り合い所帯で指揮系統も非効率であったこと、兵士の中に「これはドイツ連邦内の主導権争いに過ぎない」という意識が流れていたこともあって、最初から南ドイツ諸邦の不利は決まっていたようなものであった。 

## 普仏戦争
フォン・デア・タンは王の近侍という幸運もあって1869年に歩兵大将に昇進したが、1866年の敗北による失意がその胸の内から去ることはなく、42歳で既に白髪となり健康も害していた。この間、1868年には母方の家名を合わせて名乗ることを許され、フォン・デア・タン＝ラートザムハウゼンを家名とした。1869年、バイエルン王国第1軍団の司令官に任じられ、1870年‐1871年の普仏戦争ではこの軍団を指揮して勇戦し、ドイツ軍随一の指揮官として賞賛を浴びた。特にウェルトの会戦とセダンの戦いでの戦いぶりは目覚ましいものであった。秋にはロワール川流域の独立指揮官に転任してフランス軍のルイ・ドーレ・ド・パラディーヌ将軍と戦い、オルレアンを陥落させた。そのすぐ後にクルミエの戦いで数に勝るフランス軍に敗北したものの、援軍を得てメクレンブルク＝シュヴェリーン大公フリードリヒ・フランツ2世の下でオルレアン周辺での戦いに勝利した。 
終戦後、改めてバイエルン王国第1軍団の最高司令官に任命され、1881年にメラーノで亡くなるまでその地位にあった。バイエルン王国からはバイエルン軍事勲章大十字章、プロイセン王からは1級鉄十字章とプール・ル・メリット勲章を授与された。 1878年、ドイツ帝国皇帝はフォン・デア・タンにプロイセン歩兵連隊名誉大佐の称号とともに終身年金を与え、ストラスブールに新たに設けた砦の1つにその名を冠した。 

## 記念
海軍艦艇や陸軍部隊に彼の名を冠したものがある。
- シュレースヴィヒ＝ホルシュタイン海軍の砲艦 フォン・デア・タン
- 第一次世界大戦時のドイツ帝国海軍の巡洋戦艦 フォン・デア・タン
- 第11バイエルン王立歩兵連隊 フォン・デア・タン (1900年にレーゲンスブルクで編成された第6バイエルン王立師団の隷下)

## 勲章等
- 剣付3級赤鷲勲章 (プロイセン、1848年9月19日)
- 聖ミハエル勲章コマンダー十字章 (バイエルン、1858年8月25日)
- バイエルン王冠勲章騎士十字章 (1853年4月17日)、コマンダー章 (1862年1月1日)
- デュッペル突撃章 (1864年4月18日)
- マックス・ヨーゼフ軍事勲章騎士十字章 (1854年5月8日)、コマンダー十字章 (1870年10月9日)、大十字章 (1870年12月22日)
- 鉄十字章 (1870年章) - 2級 (1870年8月30日)、1級 (1870年10月)
- プール・ル・メリット勲章 （プロイセン、1870年12月22日）
- アルベルト勲章大十字章 (戦時章) (ザクセン、1870/1871年)
- 第1級軍功章 (メクレンブルク＝シュヴェリーン、1870/1871年）
- 交差剣付軍功章 (シャウムブルク＝リッペ侯国、1870/1871年)
- 第1級プロイセン王冠勲章 剣付赤鷲勲章エナメル帯付 (1871年6月16日)
- マックス・ヨーゼフ軍事勲章 長官位 (1876年8月22日)
- ルートヴィヒ勲章 (バイエルン、1878年7月24日)
- 第1野戦砲兵連隊「レオポルド王子」の親閲式 (1878年7月24日)
- プロイセン王立第2下シレジア第47歩兵連隊 連隊長 (1878年8月8日)
- レオポルド勲章大十字章 （ベルギー)
- 救世主勲章グランド・コマンダー章 (ギリシャ)
- 王立グエルフ勲章大十字章 (ハノーファー)
- 2級ヴィルヘルム勲章コマンダー章 (ヘッセン-カッセル)
- ヘッセン大公ルートヴィヒ勲章大十字章
- 1級剣付ヘッセン大公勲章コマンダー章
- 1級リッペ侯家名誉勲章名誉十字章
- ヴェンド王冠勲章大十字章 (メクレンブルク)
- エステの鷲勲章コマンダー十字章 (モデナ公国・レッジョ公国)
- 柏葉冠勲章大十字章 (ルクセンブルク)
- 第1級鉄冠勲章（オーストリア）
- 剣・リング付赤鷲勲章大十字章
- 白鷲勲章 (ロシア)
- 1級聖アンナ勲章 (ロシア)
- 1級聖スタニスラウス勲章 (ロシア)
- 剣勲章コマンダー十字章 (スウェーデン)
- 聖オーラヴ勲章十字章 (ノルウェー)
- 2級メディジディー勲章 (オスマン帝国)
- 1級軍功十字章 (ヴァルデック)
- ヴュルテンベルク王冠勲章大十字章
- 砲艦フォン・デア・タン (1849年)
- 巡洋戦艦 フォン・デア・タン
- 皇帝ヴィルヘルム1世からストラスブール要塞の第8砦に「タン砦」の名称を下賜 (1873年)
- ミュンヘン市名誉市民 (1871年)
- レーンにマルクトプラッツ・フォン・タンの記念碑建立 (1900年)
- エアランゲン (1900年)、ミュンヘン、ドルトムント、ヴッパータール、ハンブルク、ニュルンベルク、ノイシュタット、レーゲンスブルク (1901年) の各都市にフォン・デア・タン通り (Von-der-Tann-Straße) の命名
- 作曲家アンドレアス・ヘイガーが1880年に第11バイエルン王立歩兵連隊「フォン・デア・タン」のパレードに際して「フォン・デア・タン将軍行進曲」を作曲